# Krnče
Krnče este o localitate din comuna Ribnica, Slovenia, cu o populație de 17 locuitori.